# Wamalchitamia
Wamalchitamia é um género botânico pertencente à família Asteraceae.